# Dare to Be Stupid
 (octobre 2017).
Si vous disposez d'ouvrages ou d'articles de référence ou si vous connaissez des sites web de qualité traitant du thème abordé ici, merci de compléter l'article en donnant les références utiles à sa vérifiabilité et en les liant à la section « Notes et références ».
Albums de "Weird Al" Yankovic
"Weird Al" Yankovic in 3-D
(1984) Polka Party!
(1986)
Singles
1. This Is the Life
Sortie : Novembre 1984
2. Like a Surgeon
Sortie : 4 juin 1985
3. Hooked on Polkas
Sortie : 18 juin 1985
4. I Want a New Duck
Sortie : Juillet 1985
5. One More Minute
Sortie : Août 1985
6. Dare to Be Stupid
Sortie : Août 1986

Dare to Be Stupid est le troisième album studio du chanteur et parodiste américain « Weird Al » Yankovic, sorti le 18 juin 1985.

## Présentation
Dare to Be Stupid est l'un des nombreux albums produits par l'ancien guitariste du groupe The McCoys, Rick Derringer.
Enregistré entre août 1984 et mars 1985, il est le premier album studio de Yankovic sorti après le succès de In 3-D en 1984, qui comprend le succès classé au Billboard Hot 100 Eat It.
La musique sur Dare to Be Stupid est construite autour de parodies et pastiches de pop et rock du milieu des années 1980, présentant des imitations de Madonna, Cyndi Lauper, Huey Lewis and the News et The Kinks.
L'album comporte également de nombreuses « parodies de style », ou des caricatures musicales qui se rapprochent — mais ne copient pas — des artistes existants. Elles incluent des imitations d'artistes spécifiques comme Devo et Elvis, ainsi que de divers genres musicaux comme le doo-wop, la musique de films de science-fiction et la musique des années 1920 et 1930.
Malgré une réception critique mitigée, Dare to Be Stupid se vend bien et reste classé seize semaines, culminant à la 50e place, au Billboard 200.
L'album a produit l'un des singles les plus célèbres de Yankovic, Like a Surgeon (en), une parodie de Like a Virgin de Madonna, qui atteint la 47e position du Billboard Hot 100.
Dare to Be Stupid est certifié, par la Recording Industry Association of America, disque de platine (plus d'un million d'exemplaires vendus aux États-Unis), en février 2003 après avoir obtenu la certification or dès juin 1985.
Il est, également, nommé pour un Grammy Award dans la catégorie du « meilleur enregistrement de comédie » (Best Comedy Recording) en 1986.

### Medley polka
L'album contient le deuxième « medley polka » enregistré par "Weird Al" Yankovic, Hooked on Polkas. Cette chanson est diffusée en tant que single au Japon.
Ce titre est une référence au disque de 1981, Hooked on Classics (en), dans lequel des extraits très reconnaissables de pièces de musique classique sont jouées en continu dans un style plus disco.
C'est le premier medley à utiliser Shave and a Haircut, qui est entendu à la fin de Ear Booker Polka (d'autres medley polka de Yankovic utilisent également ce morceau dont The Alternative Polka, Polka Power!, Polkarama! et Polka Face).

## Liste des titres
| A1. | Like a Surgeon    | William Steinberg, Thomas Kelly, Alfred Yankovic | Like a Virgin par Madonna                      | 3:29 |
| A2. | Dare to Be Stupid | Yankovic                                         | Style parodique de Devo                        | 3:24 |
| A3. | I Want a New Duck | Christopher Hayes, Hugh Cregg III, Yankovic      | I Want a New Drug par Huey Lewis and the News  | 3:01 |
| A4. | One More Minute   | Yankovic                                         | Style parodique d'Elvis Presley, style doo-wop | 4:02 |
| A5. | Yoda              | Raymond Davies, Yankovic                         | Lola par The Kinks                             | 3:53 |

## Crédits
| - Weird Al Yankovic"Weird Al" Yankovic : chant, chœurs, accordéon, claviers, thérémine - Steve Jay : basse, banjo, chœurs - Jon "Bermuda" Schwartz : batterie, percussions - Jim West : guitare, chœurs - Rick Derringer : guitare - Pat Regan : synthétiseur, piano - Sonny Burke : piano - Warren Luening : trompette - Tommy Johnson : tuba - Gary Herbig : saxophone, clarinette - Jimmy Zavala : saxophone - Joel Peskin : clarinette - Al Viola : banjo - Chris "The Glove" Taylor : scratches - The Waters Sisters : chœurs (titre 10) | - Production : Rick Derringer - Arrangements : "Weird Al" Yankovic - Ingénierie : Tony Papa - Direction artistique : Lane/Donald - Artwork, illustration : Lou Beach - Photographie : Dennis Keeley |